# Černěves (Libějovice)
Černěves je malá vesnice, část obce Libějovice v okrese Strakonice v Jihočeském kraji. Nachází se asi jeden kilometr jihovýchodně od Libějovic. Je zde evidováno 40 adres. V roce 2011 zde trvale žilo 87 obyvatel.
Černěves leží v katastrálním území Černěves u Libějovic o rozloze 4,69 km² a v chráněné památkové zóně Libějovicko-Lomecko.

## Historie
První písemná zmínka o vesnici pochází z roku 1401, kdy generální vikář pražské arcidiecéze Mikuláš Puchník z Černic potvrdil v roce 1401 přenesení platu ½ kopy pražských grošů pro kostel v Chelčicích z Černěvsi Nygra villa alia Czernawess na ves Hvožďany. Originál tohoto záznamu ze 14. dubna 1401 je v knize Erekční. Tato kniha je uložena v archivu metropolitní kapituly Pražské.
Další doklad o existenci Černěvsi je z roku 1458 (16. října) v dopise Zdeňka Šternberka Mikuláši ze Sedlce. Originál tohoto dopisu je uložen v třeboňském archivu, ve fondu Historica.

## Obyvatelstvo
| Rok            | 1869 | 1880 | 1890 | 1900 | 1910 | 1921 | 1930 | 1950 | 1961 | 1970 | 1980 | 1991 | 2001 | 2011 | 2021 |
| -------------- | ---- | ---- | ---- | ---- | ---- | ---- | ---- | ---- | ---- | ---- | ---- | ---- | ---- | ---- | ---- |
| Počet obyvatel | 218  | 242  | 190  | 218  | 202  | 221  | 196  | 140  | 114  | 102  | 95   | 85   | 67   | 87   | 87   |
| Počet domů     | 42   | 43   | 42   | 42   | 40   | 40   | 39   | 41   | 32   | 29   | 27   | 30   | 36   | 37   | 39   |

## Obecní správa
Při sčítání lidu v letech 1850–1962 Černěves byl samostatnou obcí, se kterým patřil nejprve do okresu Prachatice, ale v roce 1950 v okrese Vodňany. V letech 1963–1980 byl částí obce Libějovice v okrese Strakonice. Od 1. ledna 1981 do 23. listopadu 1990 byl částí obce Chelčice v okrese Strakonice. Od 24. listopadu 1990 je opět částí obce Libějovice v okrese Strakonice.

## Pamětihodnosti
- Kaple svatého Antonína, na návsi (kulturní památka ČR)

## Galerie

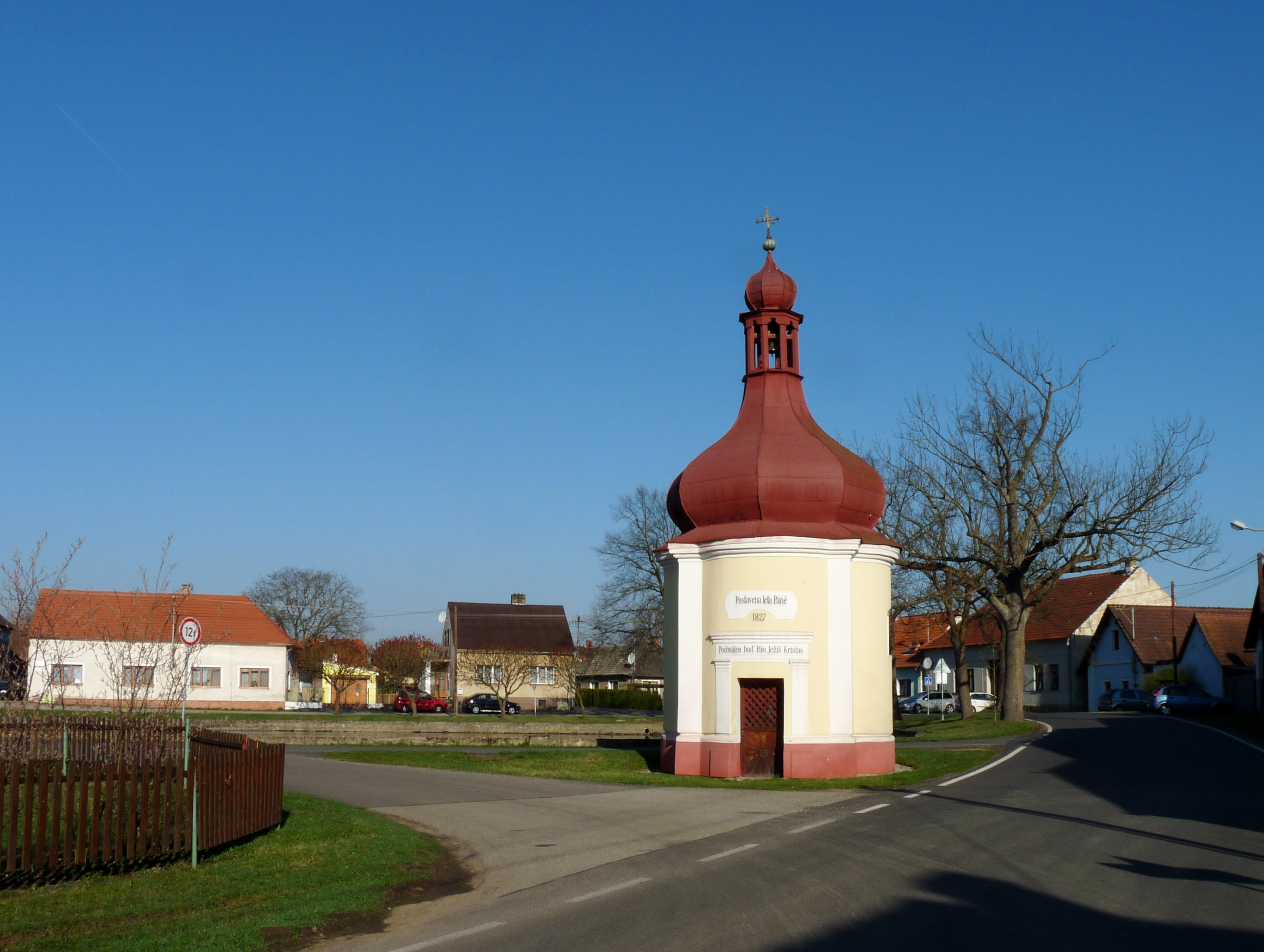
Kaple Svatého Antonína
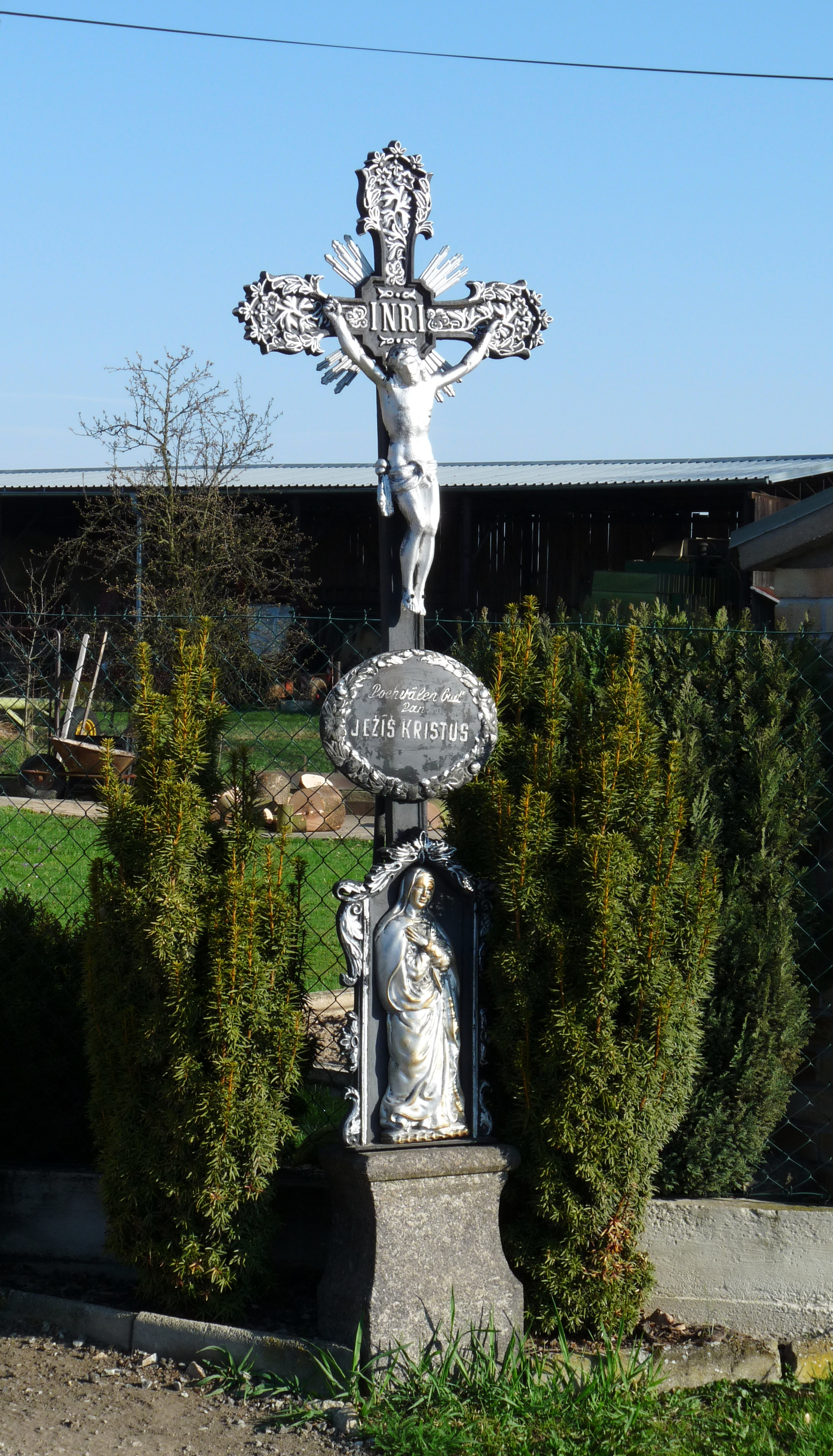
Křížek u čp. 10
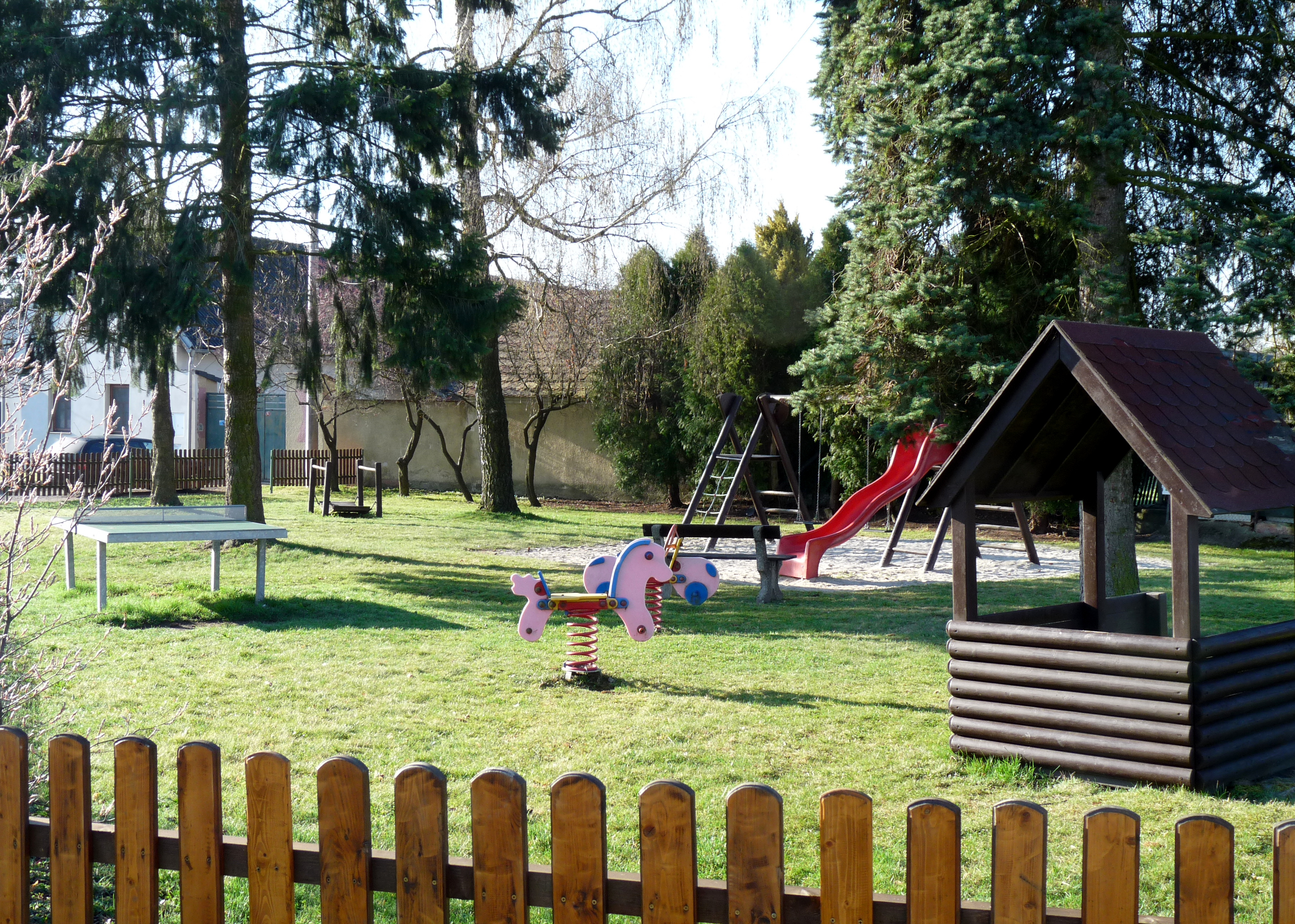
Dětské hřiště
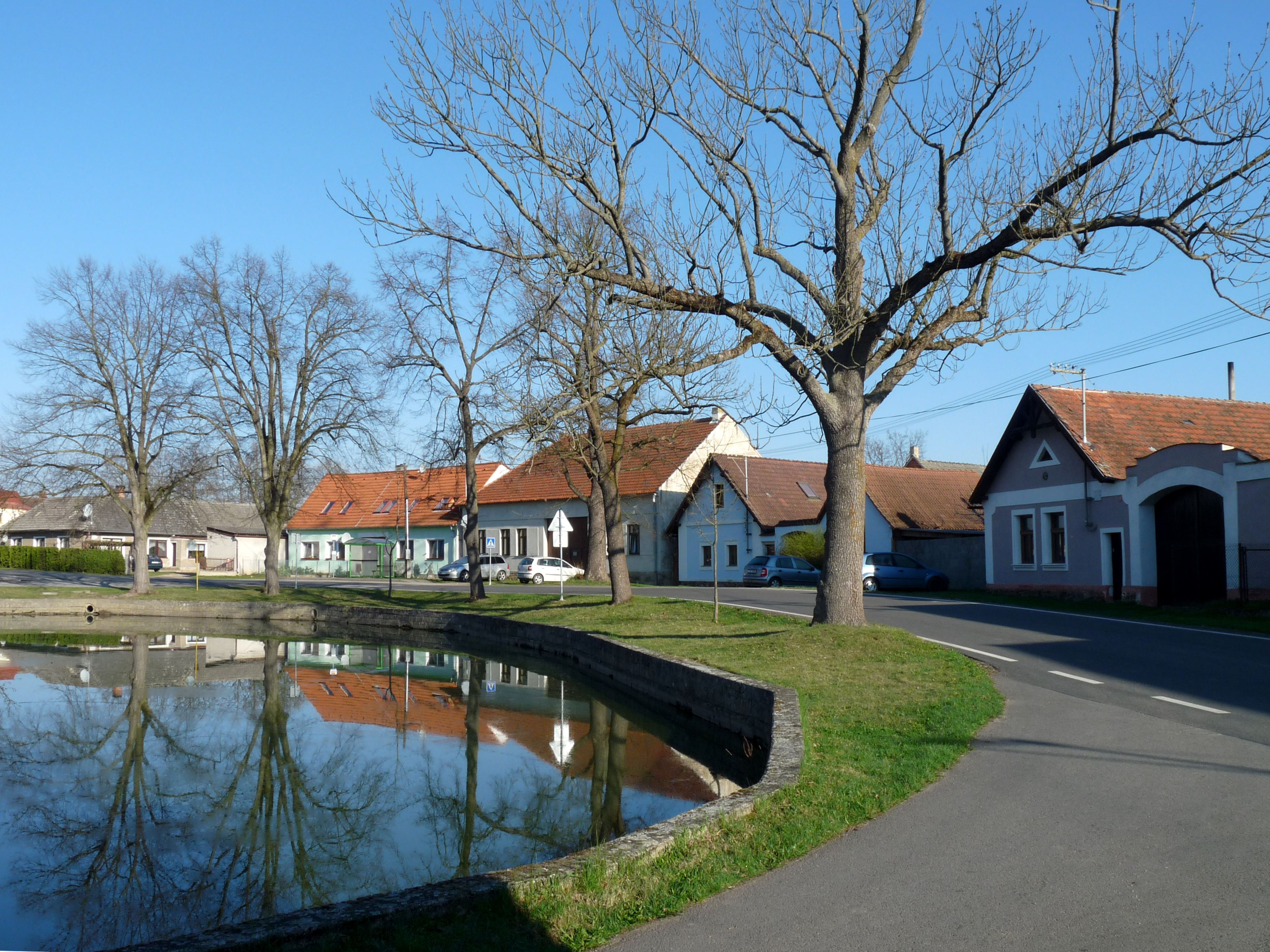
Rybník na návsi
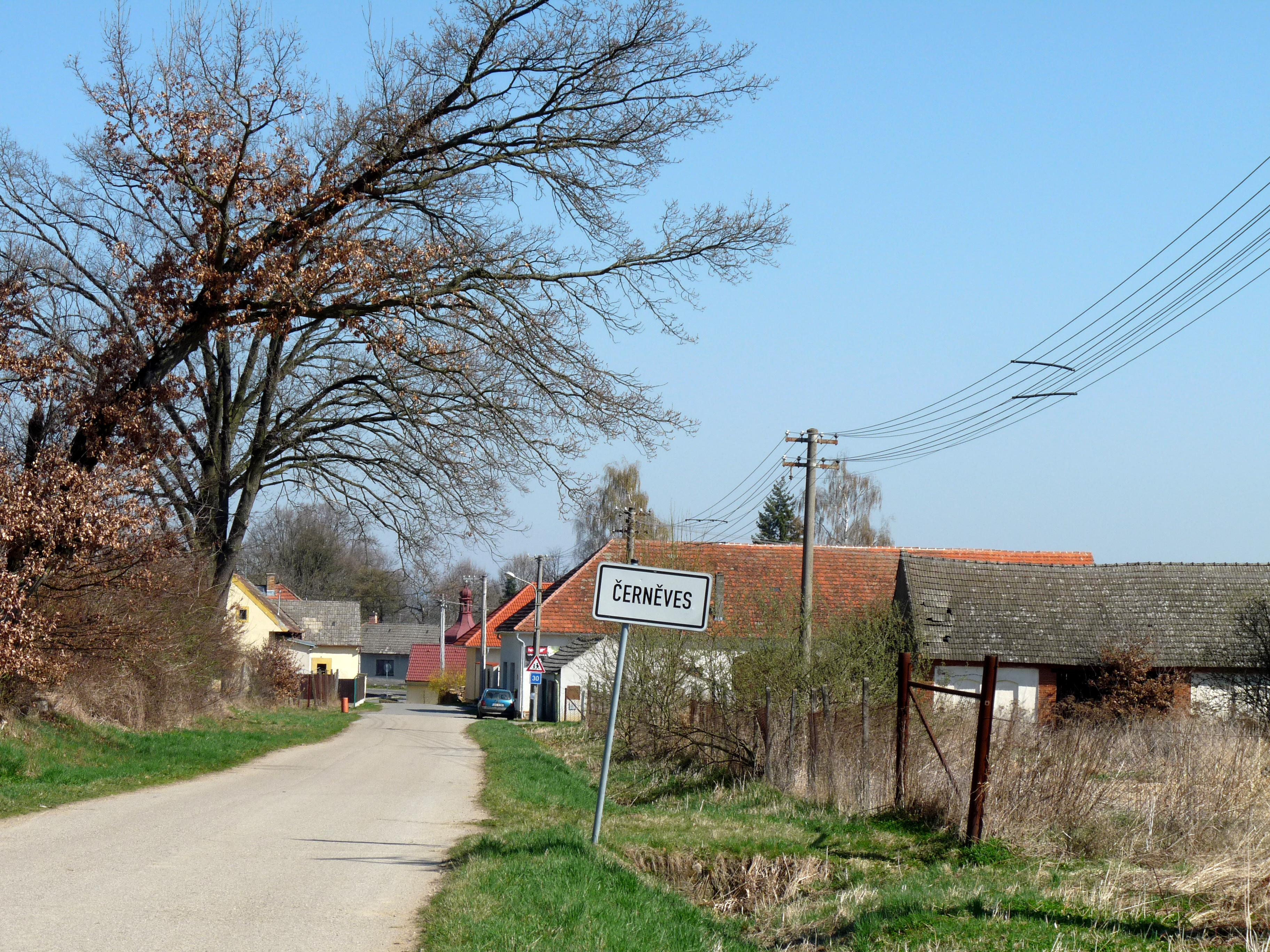
Vjezd do vesnice